# 較勁國會
較勁國會或譯做扭曲國會（日语：ねじれ国会）是在日本政坛的一個政治用語。指執政黨在眾議院過半數，而在野黨卻在參議院過半數而造成國會眾參對峙的狀況。

## 背景
「較勁國會」一詞首次出現是在1989年參議院選舉之後，當時執政的自由民主黨慘敗，在參議院失去過半數議席，失去日本參議院的單獨控制權，導致眾參兩院在之後國會的首相指名選舉中選出不同的人選（眾議院選出自民黨的海部俊樹，參議院選出社會黨的土井多賀子），不過由於眾議院優越制（以眾議院的決定為優先，政權更替不受參議院影響）海部還是能夠當選首相。
之後在1998年參議院選舉中自民黨大敗，再一次提及「較勁國會」，而自民黨其後籍和公明黨組成聯合政府維持多數。在2007年參議院選舉，自民黨再次慘敗，但這次民主黨首次成為第一大黨，連同其他在野黨取得過半數議席，「較勁國會」出現，這個詞語開始受到傳媒廣泛提及和使用。較勁國會在2013年時結束。
眾參兩院分別由對立的政治勢力所控制，最大的影響就是國會出現「較勁」，妨礙許多法案的通過。日本國會動議法案，一般都需要眾參兩院的通過方才成功，但是在野黨在參議院占多數，則可以在參議院否決法案，對執政黨的施政進行阻撓；不過因為眾議院優越制，如果法案在參議院沒有通過，執政黨可以利用60日期限在眾議院的2/3多数下表決通過，但是眾議院再決又要等60日，十分費時，嚴重影響緊急議案的通過；如果到國會會期到期還不能再決定，法案就會成為廢案。如果執政黨在眾議院連2/3議席都沒有的話，那麼要動議法案就難上加難了。但現階段因為超過三分之二，因此近期未發生過。
一般來說，在野黨控制參議院，可以在首相指名選舉、預算案、條約、法律等的審議阻撓通過，兩院同意人事、承認案件，臨時國會和特別國會會期的延長，國務大臣（包括首相）的問責決議，國政調查權和證人喚問等問題上和執政黨展開對抗。而國會的「較勁」會使許多重要法案未能通過或者即使通過，從而導致國政延誤。也使得修憲等需要更大比重同意的案件也出現延誤。
要化解「較勁國會」的矛盾，無非是幾種可能。例如執政黨爭取中間政黨或議員的支持，又或者反對黨中部分議員投靠或加入執政黨陣營，使執政黨在參議院重奪多數；執政黨部分議員造反，和在野黨聯合，使在野黨提出的不信任動議案獲得通過，迫使內閣總辭職，在次期首相指名選舉中，原在野黨推舉的候選人當選首相；參議院選舉中，執政黨重獲多數議席；眾議院選舉中，在野黨奪取政權上台執政等。
因為上述原因，日本國內有人建議修改憲法，廢除參議院，實行一院制。（或是讓參議院虛級化、參眾兩院職能不同化等）

## 日本以外的國家
不只日本，有類似制度的等國（眾議院全部改選、參議院定期改選一部份等）也有類似的扭曲國會（或者就算相同也有可能發生）。
- 澳洲：澳洲參議院任期六年，有固定任期，與澳洲眾議院任期三年且可以提前大選不同，加上選舉為中選區制議席可轉移單票制，與眾議院的單議席可轉移單票制不同，兩黨均難以單獨控制參議院，需要與小黨合作。
- 美國：美国中期选举后，經常出現参众两院分属不同政党控制的情况，例如2018年至2020年间，美国總統职位（唐納·川普）和參議院均被共和黨控制、但眾議院被民主黨控制；而在2022年至2024年间則總統职位（喬·拜登）和參議院在民主黨手裡、而眾議院歸共和黨。
- 法國：總統和國民議會多數均為"共和前進！"，作為執政黨擁有多數席位，但該黨在上議院在348席次中只有21席次，惟參議院的權力少於國民議會。

## 关联条目
- 2007年參議院選舉
- 2010年參議院選舉
- 伯仲國會（日语：伯仲国会）
- 眾議院優越制（日语：眾議院優越制）、眾議院再議決（日语：眾議院再議決）
- 兩院協議會（日语：兩院協議會）